# Condado de Marion (Iowa)
O Condado de Marion é um dos 99 condados do estado norte-americano do Iowa. A sede de condado é Knoxville, que é também a sua maior cidade. O condado tem uma área de 1478 km² (dos quais 82 km² estão cobertos por água), uma população de 33 309 habitantes, e uma densidade populacional de 23,8 hab/km² (segundo o censo nacional de 2010). O condado foi fundado em 1845 e o seu nome é uma homenagem a Francis Marion (1732–1795) general-de-brigada e destacado patriota da Revolução Americana.